# Allan Burdon
Allan Robert Burdon (* 11. Dezember 1914; † 18. Juni 2001) war ein australischer Politiker der Labor Party, der unter anderem zwischen 1962 und 1975 Mitglied des South Australian House of Assembly sowie von 1973 bis 1975 Vorsitzender der Ausschüsse und dadurch stellvertretender Sprecher des House of Assembly war.

## Leben
Allan Robert Burdon wurde bei einer Nachwahl (By-election) am 15. Dezember 1962 für die Labor Party im Wahlkreis Mount Gambier erstmals zum Mitglied des South Australian House of Assembly gewählt, des Unterhauses des Parlaments von South Australia, nachdem der bisherige Wahlkreisinhaber Ron Ralston von der ALP am 30. Oktober 1962 verstorben war. Er vertrat diesen Wahlkreis bis zu seinem Verzicht auf eine erneute Kandidatur bei der Wahl am 25. November 1989, woraufhin Harold Allison von der Liberal Party of Australia diesen Wahlkreis übernahm. Während seiner Parlamentszugehörigkeit war er vom 13. Mai bis zum 1. Juli 1965 zunächst Mitglied des Gemeinsamen Ausschusses für nachgeordnete Gesetzgebung (Joint Committee on Subordinate Legislation) und daraufhin zwischen dem 1. Juli 1965 und dem 28. Juli 1971 des Parlamentarischen Ausschusses für Landbesiedlung (Parliamentary Committee on Land Settlement), wobei er vom 11. April 1968 bis zum 24. Dezember 1969 Vorsitzender dieses Ausschusses war. Danach war er vom 29. Juli 1971 bis zum 9. Juli 1973 noch Mitglied des Ständigen Parlamentsausschusses für öffentliche Arbeiten (Parliamentary Standing Committee on Public Works).
Am 19. Juni 1973 wurde Burdon als Nachfolger des zum Sprecher (Speaker) gewählten John Ryan von der ALP als Deputy Speaker and Chairman of Committees zum stellvertretenden Sprecher und Vorsitzenden der Ausschüsse der Legislativversammlung gewählt und bekleidete diese Funktionen bis zum 11. Juli 1975, woraufhin sein Parteifreund Gil Langley diese Funktionen übernahm.

## Hintergrundliteratur
- Parliament of South Australia: Statistical Record of the Legislature 1836–2007 (Memento vom 11. März 2019 im Internet Archive)

## Weblink
- Mr Allan Burdon. In: Parlament von South Australia. Abgerufen am 11. April 2024 (englisch).